# معماری واکنشی
معماری واکنشی (به انگلیسی: Responsive architecture) یکی از شاخه‌های در حال پیشرفت در معماری عملی و نظری است. معماری واکنشی، نوعی معماری است که شرایط واقعی را اندازه‌گیری می‌کند (با استفاده از حسگرها) تا ساختمان بتواند خود را با شرایط اطراف از نظر فرم و شکل و رنگ و مشخصات، به‌طور واکنشی مطابقت دهد (به وسیلهٔ عملگر مکانیکی).
معماری‌های واکنشی این مهم را هدف گرفته‌اند که روش‌های معماری را به وسیلهٔ افزایش بازدهی ساختمان‌ها با سیستم‌های کنترلی واکنشی (حسگر/ سیستم‌های کنترلی/ عملگر مکانیکی) تصحیح کرده و توسعه دهند و همچنین ساختمان‌هایی بسازند که شرایط مربوط به فناوری و فرهنگ پیرامون ما را منعکس کند.
وجه تمایز معماری‌های واکنشی با طراحی‌های تعاملی دیگر، به‌کارگیری فناوری‌های هوشمند و واکنشی در بافت‌های اصلی ساختمان است. به عنوان مثال در استفاده از فناوری واکنشی در سیستم ساختاری یک ساختمان، معماران این توانایی را دارند که شکل ساختمان را به شرایط محیطی آن پیوند دهند. این مسئله معماران را قادر می‌کند تا روشی را که در طراحی و ساخت فضا استفاده می‌کنند مورد تجدید نظر قرار داده و قوانین و روش‌های اصلی را به پیش ببرند، نه این که فناوری هوشمند را به ذهنیتی که از «ساختمان» داریم سنجاق کنند و کار را سرهم‌بندی کنند.

## تاریخچه
تعریف متداول معماری واکنشی، همان‌طور که توسط نویسندگان زیادی ارائه شد، نوعی معماری ساختمان است که که نشان می‌دهد می‌توان شکل ساختمان را طوری تغییر داد که شرایط پیرامونی ساختمان را بازگو کند.
عبارت «معماری واکنشی» اولین بار توسط نیکولاس نگروپونت در سال ۱۹۶۰ استفاده شد که در آن زمان مشکلات طراحی فضایی توسط اِعمال سایبرنتیک بر معماری در حال بررسی بود. نگروپونت اشاره کرد که معماری واکنشی، محصول طبیعی حاصل از ترکیب توان رایانه‌ای با سازه‌ها و فضاهای ساختمانی است و این روش بازده بیشتری داشته و ساختمان‌های بهتری می‌توان با آن ساخت. وی همچنین این ترکیب را شامل مفاهیم تشخیص، هدف، نوسانات وابسته به بافت، مفهوم، استفاده از رایانه و ترکیب موفق آن با معماری (در حال حاضر) دانست. نتایج مثبت حاصل از ترکیب این چند ایده به مدت حدود هشت سال دوام داشت. چند تئوری مهم دیگر که از این ایده‌ها نشأت گرفته بود، اما امروزه تلاش‌های نیکولاس نگروپونت در حوزهٔ معماری کاملاً ملموس است. کارهای او، معماری را به موضوعی فنی، مثمر ثمر و کاربردی تبدیل کرد.
از زمان نگروپونت تا به حال، کارهای زیادی در مورد معماری واکنشی انجام شده‌است، اما بیشتر جنبهٔ زیبایی داشته‌است تا جنبهٔ کارکردی. کارهای Diller و (Scofidio (Blur و (dECOi (Aegis Hypo-Surface، و (NOX (The Freshwater Pavilion, NL را می‌توان به عنوان معماری واکنشی در نظر گرفت. تمام این کارها، نوسانات پیرامون ساختمان را در نظر می‌گیرند و شکل ساختمان را متناسب با این نوسانات، تغییر می‌دهند. پروژهٔ Blur که توسط Diller و Scofidio انجام شد مبتنی بر مشخصهٔ واکنشی ابر است که وقتی باد می‌وزد شکل خود را تغییر می‌دهد. در کارهای dECOi واکنشی بودن به وسیلهٔ نماهایی از جلو ساختمان که قابل برنامه نویسی هستند انجام می‌شود و نهایتاً در کارهای NOX قسمت‌های داخلی ساختمان به صورت دیداری-شنیداری طراحی شده‌است.
تمام این کارها بستگی به قابلیت رایانه دارد که که مدل‌های دیجیتال قابل برنامه‌نویسی را به‌طور پیوسته محاسبه کرده و به دنیای واقعی و رویدادهای آن که به این مدل شکل می‌دهد متصل کند.
در نهایت، توسعهٔ استفاده از سیستم واکنشی و تاریخچهٔ آن در رابطه با تئوری معماری سال‌های اخیر را می‌توان در سخنرانی Tristan d'Estree Sterk در افتتاحیهٔ ACADIA 2009 یافت. این سخنرانی با عنوان "اندیشه‌هایی دربارهٔ Gen X - تفکراتی در مورد رشد اندازه‌گیری پیوسته در معماری" ارائه شده‌است.

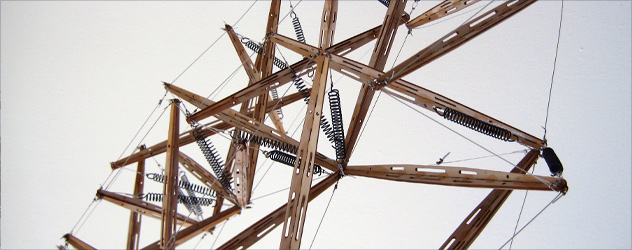
نمونهٔ اولیهٔ یک سازهٔ کش‌بستی عملگر که توسط ORAMBRA ساخته شده است

## آثار فعلی
در حالی که تلاش و وقت زیادی صرف خانه‌های هوشمند در سال‌های اخیر شده‌است، تأکید اصلی در اینجا در مورد سیستم‌های رایانه‌ای و الکترونیکی برای ساختن فضای داخلی خانه یا اتاق‌های آن مطابق با نیازهای مشتری است. تحقیقات در مورد معماری واکنشی نه تنها در مورد ساختمان کاربرد دارند، بلکه بلکه می‌توانند با تغییرات هوایی و سرما و گرما و نور نیز مطابقت داشته باشند. از لحاظ نظری این موضوع را می‌توان با میله‌ها و رشته‌هایی که در مقابل باد خم می‌شوند و بار را توزیع می‌کنند پیاده‌سازی کرد. یعنی دقیقاً مثل زمانی که باد به یک درخت می‌خورد. به‌طور مشابه، پنجره نیز می‌تواند نسبت به نور واکنش نشان دهد بدین صورت که به مقداری باز یا بسته شود که شرایط نوری و دمایی مناسبی برای ساختمان فراهم آورد.
این سیستم که به سیستم کش‌بستی عملگر موسوم است، مبتنی بر تغییرات سازه‌هایی است که به وسیلهٔ عملگر مکانیکی کنترل می‌شوند که این عملگرها توسط برنامه‌های رایانه‌ای که مناسبات جهان واقعی را شبیه‌سازی می‌کنند هدایت می‌شوند.
پوستهٔ ساختمانی وفقی جوی یا CABS را می‌توان زیرمجموعه‌ای از معماری واکنشی دانست که تأکید آن بر نمای جلویی ساختمان و بام ساختمان است. کارکردها، ویژگی‌ها و رفتارهای CABS می‌تواند مکرراً و به صورت معکوس نسبت یه زمان تغییر کند و به تغییرات محیط اطراف شرایط مرزی متغیر، واکنش نشان دهد تا کارکرد کلی ساختمان را افزایش دهد.

## برخی فاکتورهای کلیدی

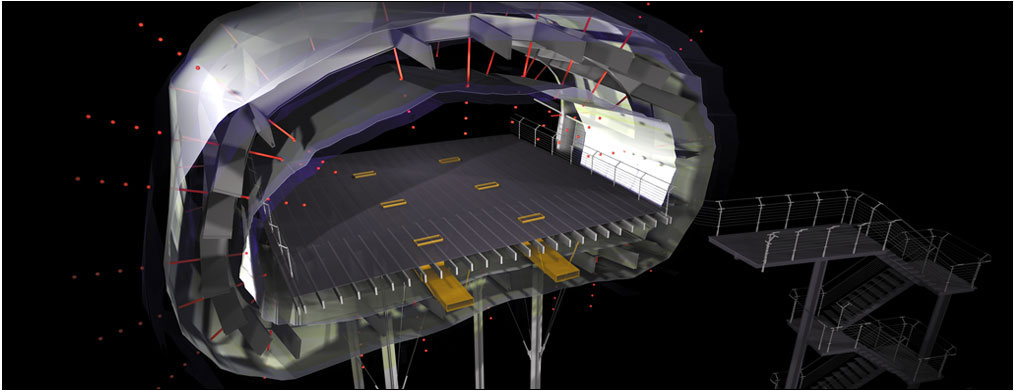
ساختمانی ساخته شده توسط ORAMBRA که قادر به تغییر شکل است

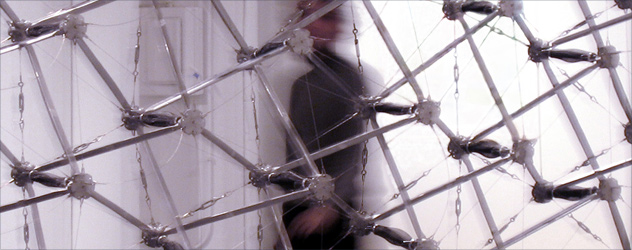
نمونه سازهٔ کش‌بستی با اندازهٔ اصلی ساخته شده توسط ORAMBRA

Tristan d'Estree Sterk از مؤسسهٔ Bureau For Responsive Architecutre و مؤسسهٔ School of the Art Institute در شیکاگو و Robert Skelton از دانشگاه کالیفرنیا، سن دیگو به‌طور گروهی در حال کار بر روی سیستم‌های کش‌بستی عملگر هستند و میله‌ها و سیم‌هایی را مورد آزمایش قرار می‌دهند که به صورت نئوماتیک کنترل شده و شکل ساختمان را به کمک سیگنال‌های دریافتی از حسگرهای داخل و خارج سازه تغییر می‌دهند. هدف آن‌ها این است که اثرات منفی ساختمان بر محیط طبیعی را کاهش دهند.
گروهی موسوم به Kinetic Design Group از مؤسسه فناوری ماساچوست مفهوم سیستم‌های جنبشی هوشمند را توسعه داده‌اند که این طور تعریف می‌شود: «فضاها و موضوعات معماری که می‌توانند ساختار فیزیکی خود را تغییر دهند تا نیاز به تغییر را برآورده کنند». آن‌ها از مهندسی ساختار، محاسبات داخلی و معماری وفقی استفاده کردند. هدف آن‌ها این بوده‌است که از انرژیی که در ساختمان استفاده می‌شود می‌توان به کمک فناوری‌های فوق، بهینه تر و اقتصادی تر استفاده کرد.
Daniel Grünkranz از دانشگاه هنرهای کاربردی در وین در دورهٔ دکترای تخصصی (PhD) در حال تحقیق بر روی تأثیرات پدیده‌شناسی بر معماری واکنشی و فناوری است.
شکل فوق نمونه سازهٔ کش‌بستی با اندازهٔ اصلی را نشان می‌دهد که با آلومینیوم ریخته‌گری‌شده، فولاد ضد زنگ و ماهیچه‌های نئوماتیک (ماهیچه‌های نئوماتیک محصول shadow robotics از انگلستان) توسط Tristan d'Estree Sterk و ادارهٔ Robotic Architectural Media در سال ۲۰۰۳ ساخته شده‌است. این نوع سیستم‌های سازه‌ای از سختی قابل کنترل و متغیر استفاده می‌کنند تا برای معماران و مهندسان سیستم‌هایی را فراهم آورند که شکلشان قابل کنترل باشد. به عنوان یک سازهٔ بسیار سبک وزن این سیستم‌ها روش اولیه‌ای برای کاهش انرژی مصرفی در فرایندهای ساخت ارائه می‌دهند.

## کتابشناسی
- Sterk, T. : 'Thoughts for Gen X— Speculating about the Rise of Continuous Measurement in Architecture' in Sterk, Loveridge, Pancoast "Building A Better Tomorrow" Proceedings of the 29th annual conference of the Association of Computer Aided Design in Architecture, The Art Institute of Chicago, 2009. ISBN 978-0-9842705-0-7
- Beesley, Philip; Hirosue, Sachiko; Ruxton, Jim; Trankle, Marion; Turner, Camille: Responsive Architectures: Subtle Technologies, Riverside Architectural Press, 2006, 239 p. , ISBN 0-9780978-0-7
- Bullivant, Lucy, 'Responsive Environments: architecture, art and design', V&A Contemporary, 2006. London:Victoria and Albert Museum. A detailed analysis of the emergence of responsive environments as a multidisciplinary phenomenon, nurtured by museums, arts agencies and resulting from self-initiated activities by practitioners working in different cultural contexts. ISBN 1-85177-481-5
- Bullivant, Lucy, 'Interactive Design Environments'. London: AD/John Wiley & Sons, 2007. The follow-up to '4dspace', '4dsocial' is similarly a group of essays by different authors. It accents the creative role of museums in incubating new practices, terminology in this field, and the impact of interactive media installations in public spaces with a social message. ISBN 978-0-470-31911-6
- Bullivant, Lucy, '4dspace: Interactive Design Environments'. London: AD/John Wiley & Sons, 2005. An in-depth, multi-author investigation of the factors leading to and shaping the evolution of this hybrid field, featuring international practitioners. ISBN 0-470-09092-8
- Negroponte, N. : Soft Architecture Machines, Cambridge, MA: MIT Press, 1975. 239 p. , ISBN 0-262-14018-7